# Wojkowice
Wojkowice là một thị trấn thuộc huyện Będziński, tỉnh Śląskie ở nam Ba Lan. Thị trấn có diện tích 13 km². Đến ngày 1 tháng 1 năm 2011, dân số của thị trấn là 9136 người và mật độ 714 người/km².